# Hans-Jürgen Veil
Hans-Jürgen Veil (n. 2 decembrie 1946, Ludwigshafen am Rhein, Germania) este un luptător german, medaliat olimpic. A participat la 2 ediții ale Jocurilor Olimpice (1972, 1976) în care a câștigat o medalie de argint.